# Arenal de Son Saura

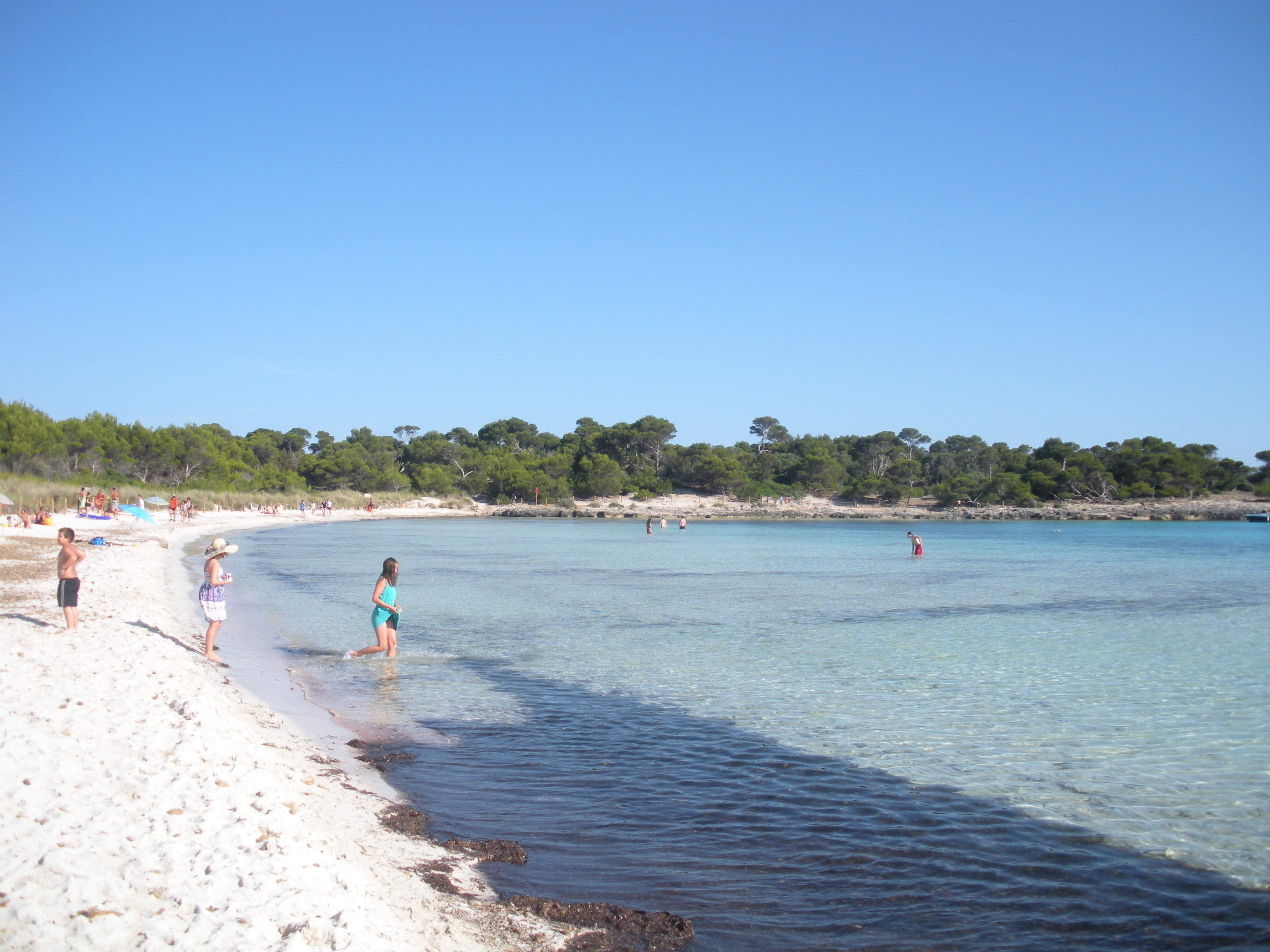
Arenal de Son Saura

El Arenal de Son Saura es una playa situada en la costa norte de Menorca. Pertenece al término  municipal de Mercadal. 
En el lado este de la playa hay una urbanización llamada Son Parc, la única de Menorca que tiene campo de golf. El edificio principal del club de golf era la boyera de la antigua finca Son Saura, que pertenecía a Santiago Saura, que la vendió a principios de los años setenta a unos promotores urbanísticos. La familia Saura todavía posee las tierras de interior colindantes.
Detrás de la playa se encuentra uno de los humedales más importantes de la isla.
El sistema dunar de esta playa está bastante alterado por la presión humana. Al oeste de la playa hay una zona completamente virgen hasta llegar al pueblo de Fornells.
- Datos: Q6132059
- Multimedia: Arenal de Son Saura del Nord, Menorca / Q6132059